# Valentin Schertle

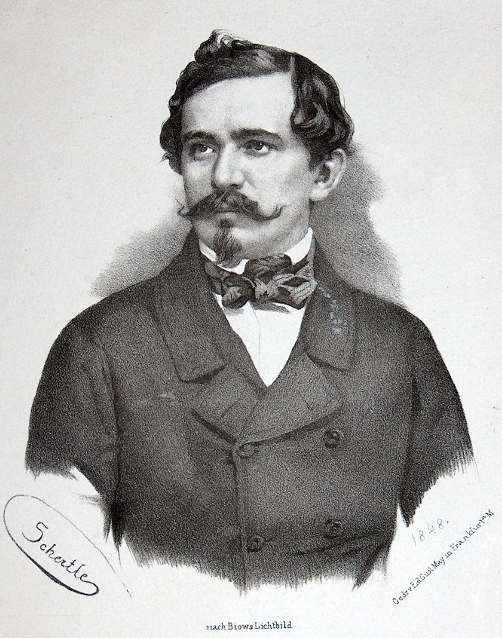
Valentin Schertle, Porträt Felix Fürst von Lichnowsky (1848)

Valentin Schertle (* 31. Januar 1809 in Villingen; † 24. Februar 1885 in Frankfurt am Main) war ein deutscher Maler, Lithograf und Zeichner.
Nach der Lehre in der Herderschen Kunstanstalt in Freiburg im Breisgau unter der Direktion des  Kupferstechers Karl Barth studierte Schertle ab dem 3. Mai 1831 an der Königlichen Akademie der Künste in München. In München wurde er auch Schüler und Gehilfe des Lithografen, später Hoffotografen und Unternehmers Franz Hanfstaengl.
Ende der 1830er Jahre reiste Schertle in das Kaiserreich Russland.
Nach dem Besuch von Krim, Odessa und Riga verbrachte er mehrere Jahre in St. Petersburg und in Warschau. In diesem Zeitraum schuf er zahlreiche Porträts in Form von Lithografien, Bleistift- und Kreidezeichnungen sowie Aquarellen. Er schuf auch lithografische Kopien von Werken berühmter Maler wie Raffael, Guido Reni und Paul Delaroche u. a. aus den Sammlungen der Petersburger Eremitage. Die lithografische Kopie des Porträts der Zarin Alexandra Fjodorowna, eines Werkes der schottischen Malerin Christina Robertson (1796–1854), eröffnete ihm den Zutritt zum kaiserlichen Hofe. Auch in Warschau wurde er als Porträtist des polnischen Adels tätig.
Im Jahr 1845 kehrte Schertle nach Deutschland zurück. Nach einem Aufenthalt in Berlin ließ er sich in Frankfurt am Main nieder. Seine Lithografien erschienen bei verschiedenen Verlagsanstalten.